# Magic Man (canção)
"Magic Man" é uma canção da banda americana de rock Heart. Foi lançada primeiramente no Canadá em julho de 1975, e em 1976, nos Estados Unidos. Foi o segundo single lançado para o álbum de estreia da banda chamado "Dreamboat Annie". Escrita e composta pelas irmãs Ann e Nancy Wilson, a música é cantada do ponto de vista de uma jovem garota que é seduzida por um homem mais velho, referido como Magic Man (Homem Mágico), enquanto sua mãe liga e implora para a menina voltar para casa. Em uma entrevista, Ann Wilson revelou que o "Homem Mágico" era seu namorado na época, o empresário da banda Michael Fisher, e que parte da música era um conto autobiográfico sobre o início do relacionamento deles.
A versão de "Magic Man" que contém no álbum, apresenta uma parte instrumental no final de mais de dois minutos, que consiste em um solo de guitarra e o uso de um sintetizador Minimoog, enquanto a versão single corta a maior parte dele, influenciando no tempo da canção, que vai de 5:28 para 3:29 minutos. "Magic Man" se tornou o primeiro grande hit de Heart, chegando à 9ª posição no Billboard Hot 100, dos Estados Unidos.

## Créditos
Tirado do encarte de Dreamboat Annie.
- Ann Wilson  – vocalista principal
- Nancy Wilson – guitarra rítmica, violão acústico, vocais de apoio
- Roger Fisher – guitarra elétrica, violão acústico
- Steve Fossen – baixo
- Howard Lesse – guitarra rítmica, minimoog

Músicos adicionais
- Dave Wilson  – bateria
- Ray Ayotte  – conga
- Mike Flicker  – percussão

## Desempenho nas tabelas musicais
| País (Tabela musical) (1976-77)    | Posição de pico |
| ---------------------------------- | --------------- |
| Austrália (Kent Music Report)      | 6               |
| Bélgica (Ultratop 50 Flanders)     | 10              |
| Canadá (RPM Canada Top Singles)    | 26              |
| Países Baixos (Dutch Top 40)       | 7               |
| Países Baixos (Single Top 100)     | 8               |
| Nova Zelândia (Recorded Music NZ)  | 26              |
| Estados Unidos (Billboard Hot 100) | 9               |
| Estados Unidos (Cashbox Top 100)   | 7               |

| País (Tabela musical) (1976)      | Posição |
| --------------------------------- | ------- |
| Canadá (RPM Top Singles)          | 186     |
| Estados Unidos (Cash Box Top 100) | 80      |
| País (Tabela musical) (1977)      | Posição |
| Países Baixos (Dutch Top 40)      | 66      |
| Países Baixos (Single Top 100)    | 77      |